# Alain-Fournier
Alain-Fournier, vlastním jménem Henri-Alban Fournier (3. října 1886, Chapelle d’Anguillon (Cher), Francie – 26. září 1914, Les Éparges (Meuse), Francie) byl francouzský spisovatel, básník a esejista. Je znám především jako autor jediného románu Kouzelné dobrodružství (Le Grand Meaulnes), zařazeného podle francouzského deníku Le Monde mezi 100 nejdůležitějších knih 20. století.

## Život

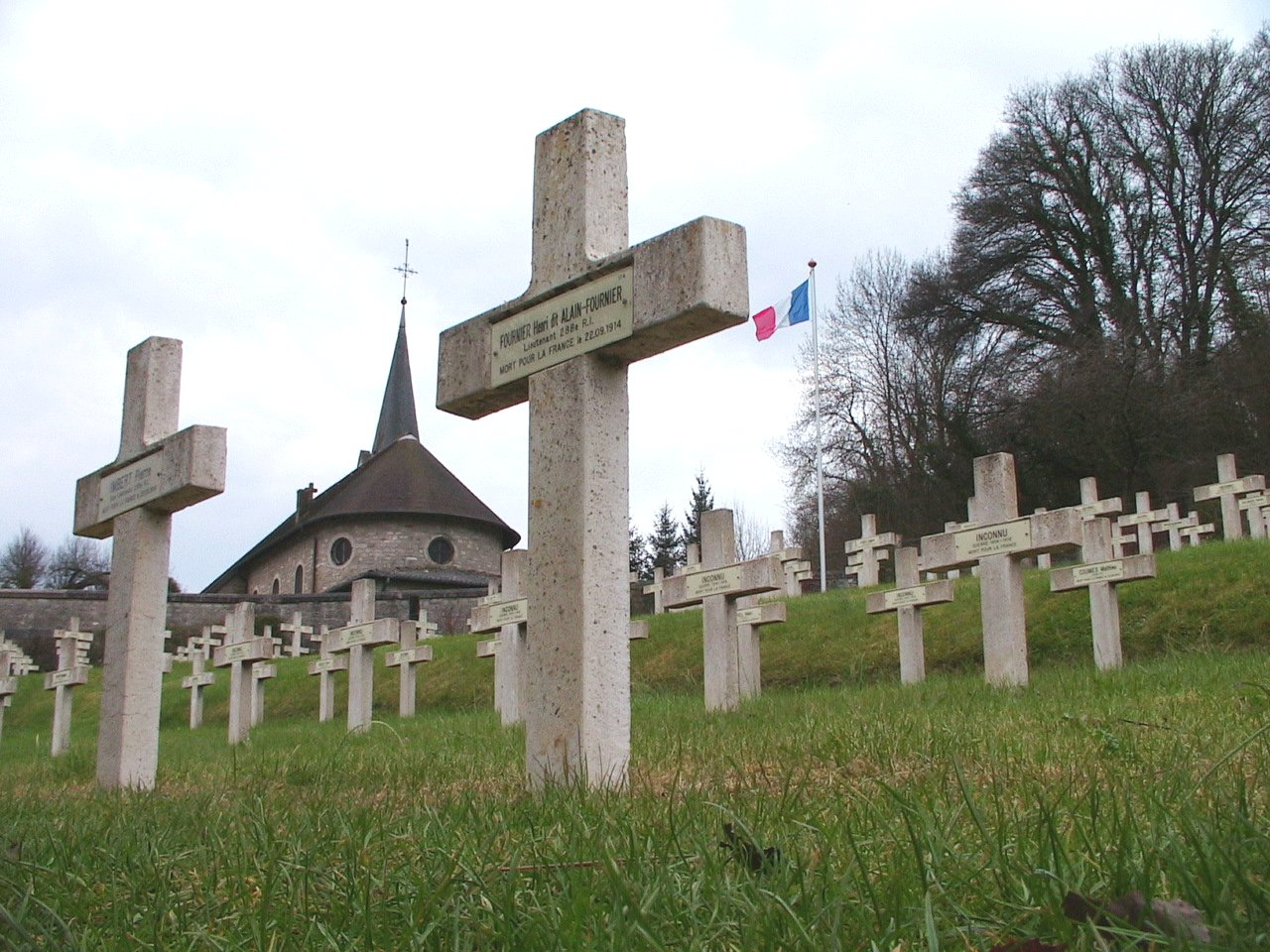
Hrob Alaina-Fourniera na válečném hřbitově v Saint-Rémy la Calonne

Narodil se v učitelské rodině v kraji Sologne. V roce 1891 rodina přesídlila do Épineuil-le-Fleuriel, kde Henri studoval do 5. třídy. Poté přešel do Voltairova lycea (Lycée Voltaire) v Paříži. V roce 1901 se rozhodl pro námořnickou kariéru a začal studovat v Brestu. Po roce ale změnil rozhodnutí a začal se připravovat na studium v Bourges. V roce 1903 začal studovat na Lycée Lakanal v Sceaux (dnes součást Paříže). Zde se seznámil se svým přítelem Jacquesem Rivière.
V roce 1905 se Alain-Fournier náhodou setkal s Yvonne de Quiévrecourt, do které se zamiloval. Dívka ale byla zasnoubena a později se vdala. Byla inspirací pro postavu Yvonne de Galais z románu Kouzelné dobrodružství. V letech 1906 a 1907 se Alain-Fournier pokoušel složit zkoušky na École Normale Supérieure, ale nebyl úspěšný.
V letech 1908–1909 sloužil v armádě. Stále zamilován do Yvonne de Quiévrecourt napsal v té době řadu básní a esejů, které později vyšly pod názvem Miracles. V roce 1909 si Jacques Rivière vzal za ženu Henriho sestru Isabelle.
V roce 1910 se Alain-Fournier vrátil do Paříže a psal kritiky pro Paris-Journal. Současně pracoval jako sekretář politika Clauda Casimir-Periera.
V roce 1913 vyšel jeho román Le Grand Meaulnes, nejprve časopisecky v Nouvelle Revue française (v té době byl šéfredaktorem právě Alain-Fournierův švagr Jacques Rivière), později knižně. Kniha byla nominována na Goncourtovu cenu (Prix Goncourt). Román je jedním z prvních děl magického realismu.
V srpnu 1914, nastoupil Alain-Fournier do armády v rámci mobilizace jako poručík 288. dělostřeleckého pluku a o měsíc později byl zabit v první světové válce v bitvě u Les Éparges (nedaleko Verdunu) krátce před svými 28. narozeninami. Jeho ostatky byly identifikovány až v roce 1991 a byly uloženy na hřbitově v Saint-Rémy la Calonne.

## Spisy
- Le Grand Meaulnes – román, 1913
- Colombe Blanchet – román, nedokončeno
- Lettre au Petit B
- Miracles – básně a eseje, vydáno posmrtně v roce 1924

### České překlady
- Kouzelné dobrodružství, překlad: Tamara Sýkorová, SNDK, 1966,
  - další vydání: Mladá fronta, 1974; Ivo Železný, 2005, ISBN 80-237-2121-6
- Veliký Meaulnes, překlad: Jaroslav Zaorálek, Rudolf Škeřík, 1928,
  - další vydání pod názvem: Kouzelné dobrodružství (Veliký Meaulnes), Rudolf Škeřík, 1949; SNKLHU, 1957

### Další zpracování
Román Kouzelné dobrodružství byl několikrát zfilmován:
- Le Grand Meaulnes (Francie, 1967)
- Le Grand Meaulnes (Francie, 2006)

Film Kouzelné dobrodružství podle stejné předlohy natočil v roce 1982 Antonín Kachlík. Děj přemístil do Rakousko-Uherska. Toto zpracování ale nemělo úspěch.
V Českém rozhlasu byl román zpracován jako dvanáctidílná četba na pokračování, připravila Anežka Charvátová, čte Miroslav Táborský, režie Markéta Jahodová.

## Fotogalerie

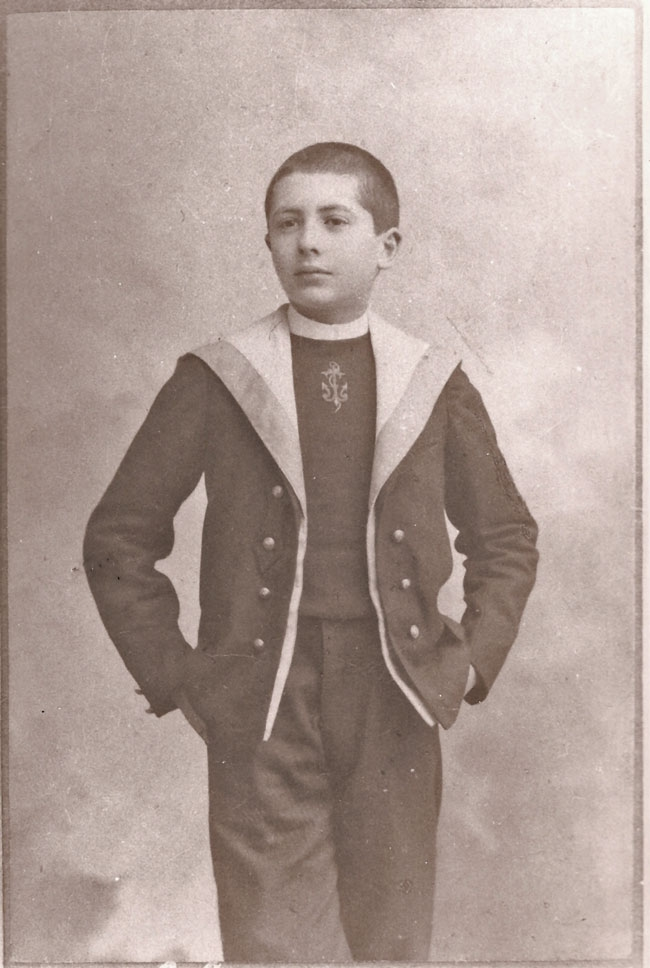
Alain-Fournier (1898)
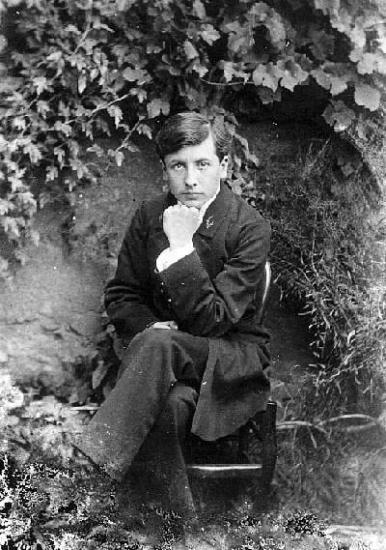
Alain-Fournier (1905)
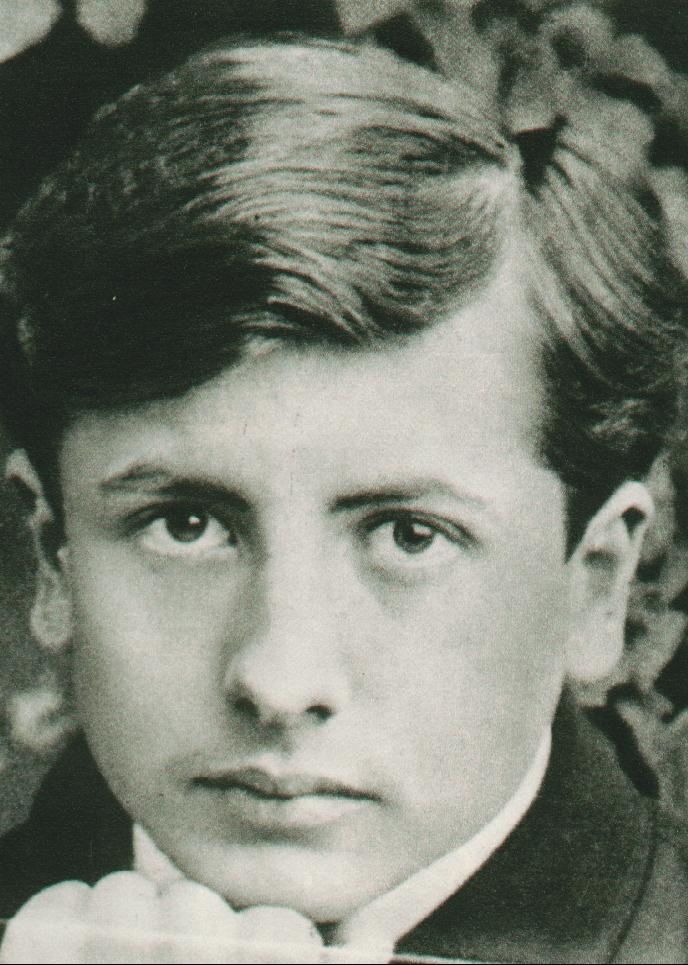
Alain-Fournier (1905)
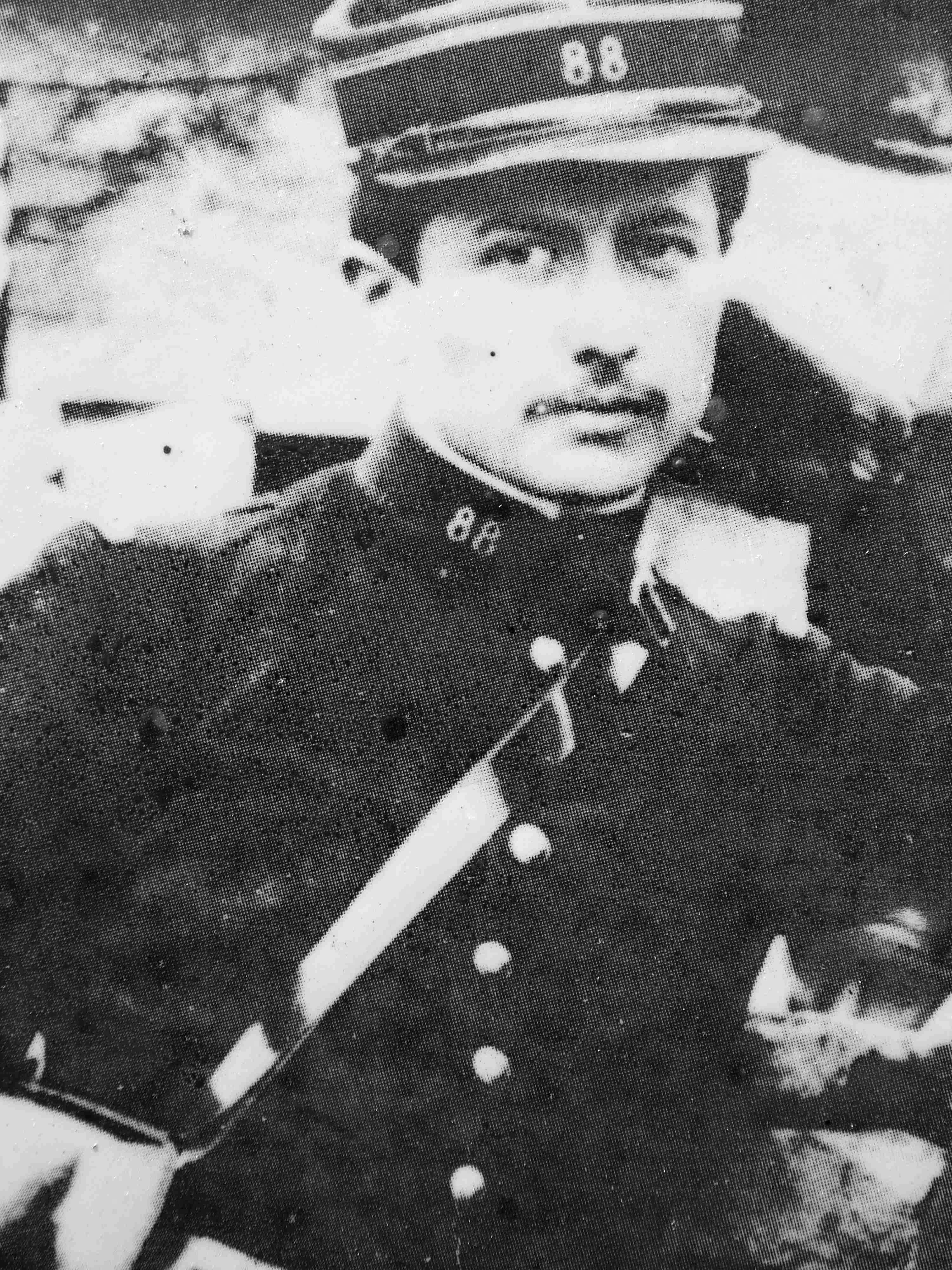
Alain-Fournier v uniformě (1913)
- Fournier, Alain. Le Grand Meaulnes. (Paříž, 1913)